# شیخ حسن عالی
شیخ حسن عالی (درگذشت: ۱۰۸۶ ه‍. ق) از علما و صوفی مسلکان شهر کوهیج است که در ۱۸ کیلومتری جنوب غربی شهرستان بستک واقع شده. 
او از راه زراعت چاه و دیم‌کاری و کاشت نخل خرما زندگی خانواده خود را تأمین می‌کرد. او ارادات کامل به شیخ حسن بستکی و پسرش شیخ عبدالقادر بستکی داشت و از او اخذ طریقت می‌کرد. وی در سال ۱۰۸۶ هجری قمری درگذشت و در بقعه سید عامر بن سید احمد بن سید منصور در دشت جنوبی کوهیج که پیش از آن خودش ساخته بود به خاک سپرده شد.
شیخ حاج احمد بزرگ مفتی منطقه کوهیج و علما و مشایخ بنی عالی و معدودی بستکی‌ها از فرزندان او هستند.